# Premier League Player of the Season

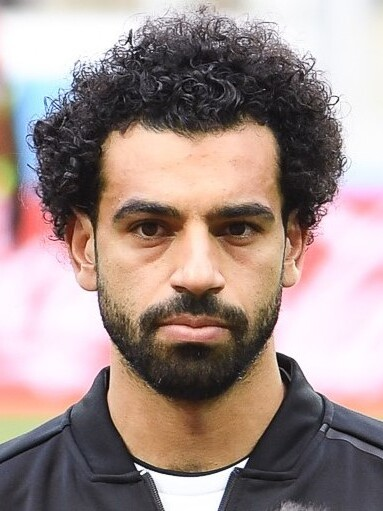
Der aktuelle Preisträger: Mohamed Salah (2025)

Der Premier League Player of the Season (deutsch Premier-League-Spieler der Saison) ist eine jährliche Auszeichnung für den besten Fußballspieler der Saison in der englischen Premier League, die seit der Saison 1994/95 vergeben wird. Zu Beginn wurde der Sieger durch eine Jury ermittelt. Gegenwärtig wird eine Shortlist per Internet zur Wahl gestellt und mit dem Ergebnis der Jury vereint. Der aktuelle Titelträger ist Erling Haaland.

## Geschichte
Der erste Preisträger war 1995 der Stürmer Alan Shearer. Cristiano Ronaldo ist der bisher einzige Spieler, der den Titel zweimal in Folge gewann. Neben Ronaldo wurde Thierry Henry und Nemanja Vidić zweimal mit der Auszeichnung geehrt. Die Spieler Kevin Phillips (2000), Thierry Henry (2004), Cristiano Ronaldo (2008), Luis Suárez (2014) und Erling Haaland (2023) gewannen zugleich in dem Jahr den Goldenen Schuh für den erfolgreichsten Torjäger der Saison. Cristiano Ronaldo wurde zusätzlich 2008 zum FIFA-Weltfußballer des Jahres gewählt.

## Name
- Carling Premiership Player of the Season (1994–2001)
- Barclaycard Premiership Player of the Season (2001–2004)
- Barclays Player of the Season (2004–2016)
- EA Sports Player of the Season (seit 2016)

## Liste der Preisträger
(Stand: 27. Mai 2023)

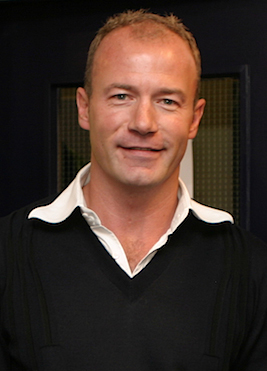
Alan Shearer war der erste Preisträger
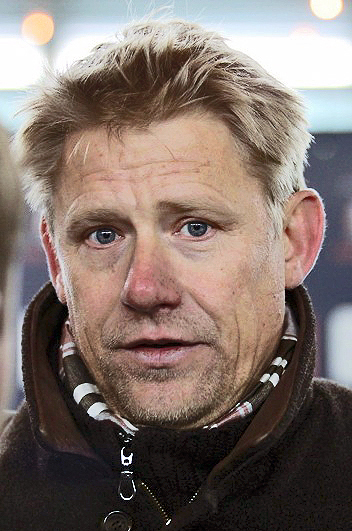
Peter Schmeichel ist der einzige Torhüter, der ausgezeichnet wurde
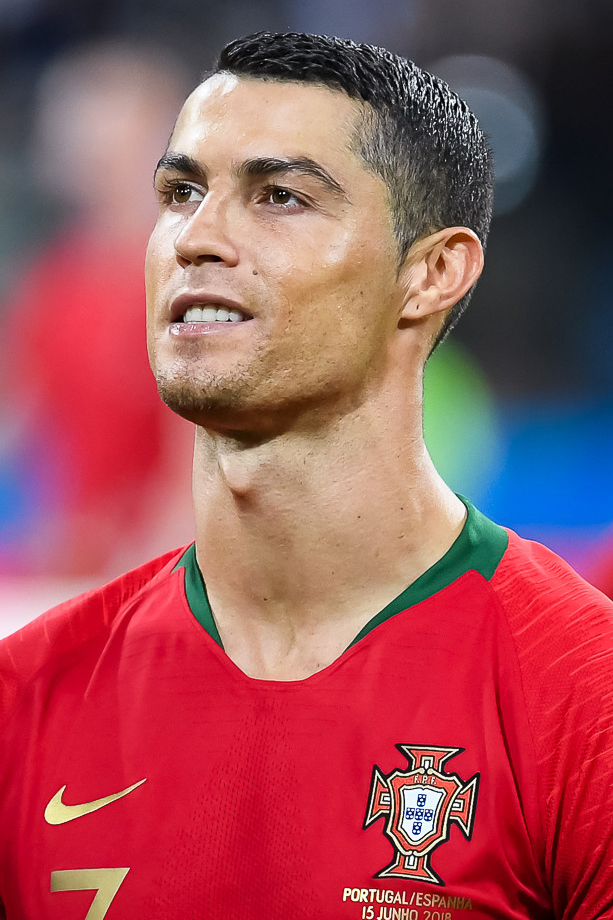
Cristiano Ronaldo gewann als einziger Spieler den Titel in zwei aufeinander folgenden Jahren

Legende
- TW = Torwart
- AB = Abwehrspieler
- MF = Mittelfeldspieler
- ST = Stürmer

| Saison    | Spieler             | Position | Nationalität        | Verein            |
| --------- | ------------------- | -------- | ------------------- | ----------------- |
| 1994/95   | Alan Shearer        | ST       | England             | Blackburn Rovers  |
| 1995/96   | Peter Schmeichel    | TW       | Dänemark            | Manchester United |
| 1996/97   | Juninho Paulista    | MF       | Brasilien           | FC Middlesbrough  |
| 1997/98   | Michael Owen        | ST       | England             | FC Liverpool      |
| 1998/99   | Dwight Yorke        | ST       | Trinidad und Tobago | Manchester United |
| 1999/2000 | Kevin Phillips      | ST       | England             | AFC Sunderland    |
| 2000/01   | Patrick Vieira      | MF       | Frankreich          | FC Arsenal        |
| 2001/02   | Freddie Ljungberg   | MF       | Schweden            | FC Arsenal        |
| 2002/03   | Ruud van Nistelrooy | ST       | Niederlande         | Manchester United |
| 2003/04   | Thierry Henry       | ST       | Frankreich          | FC Arsenal        |
| 2004/05   | Frank Lampard       | MF       | England             | FC Chelsea        |
| 2005/06   | Thierry Henry       | ST       | Frankreich          | FC Arsenal        |
| 2006/07   | Cristiano Ronaldo   | ST       | Portugal            | Manchester United |
| 2007/08   | Cristiano Ronaldo   | ST       | Portugal            | Manchester United |
| 2008/09   | Nemanja Vidić       | AB       | Serbien             | Manchester United |
| 2009/10   | Wayne Rooney        | ST       | England             | Manchester United |
| 2010/11   | Nemanja Vidić       | AB       | Serbien             | Manchester United |
| 2011/12   | Vincent Kompany     | AB       | Belgien             | Manchester City   |
| 2012/13   | Gareth Bale         | MF       | Wales               | Tottenham Hotspur |
| 2013/14   | Luis Suárez         | ST       | Uruguay             | FC Liverpool      |
| 2014/15   | Eden Hazard         | MF       | Belgien             | FC Chelsea        |
| 2015/16   | Jamie Vardy         | ST       | England             | Leicester City    |
| 2016/17   | N’Golo Kanté        | MF       | Frankreich          | FC Chelsea        |
| 2017/18   | Mohamed Salah       | ST       | Ägypten             | FC Liverpool      |
| 2018/19   | Virgil van Dijk     | AB       | Niederlande         | FC Liverpool      |
| 2019/20   | Kevin De Bruyne     | MF       | Belgien             | Manchester City   |
| 2020/21   | Rúben Dias          | AB       | Portugal            | Manchester City   |
| 2021/22   | Kevin De Bruyne     | MF       | Belgien             | Manchester City   |
| 2022/23   | Erling Haaland      | ST       | Norwegen            | Manchester City   |
| 2023/24   | Phil Foden          | MF       | England             | Manchester City   |
| 2024/25   | Mohamed Salah       | ST       | Ägypten             | FC Liverpool      |

## Titel nach Nationalität
Auflistung der Titel nach Nationalität. Die Liste umfasst bisher 13 Länder. Bei gleicher Titelanzahl wird alphabetisch sortiert. (Stand: 27. Mai 2023)
| Land                | Titel |
| ------------------- | ----- |
| England             | 6     |
| Belgien             | 4     |
| Frankreich          | 4     |
| Portugal            | 3     |
| Niederlande         | 2     |
| Serbien             | 2     |
| Ägypten             | 1     |
| Brasilien           | 1     |
| Dänemark            | 1     |
| Norwegen            | 1     |
| Schweden            | 1     |
| Trinidad und Tobago | 1     |
| Uruguay             | 1     |
| Wales               | 1     |

## Titel nach Verein
Auflistung der Titel nach Verein. Die Liste umfasst bisher zehn Clubs. Bei gleicher Titelanzahl wird alphabetisch sortiert. (Stand: 27. Mai 2023)
| Verein            | Titel |
| ----------------- | ----- |
| Manchester United | 8     |
| Manchester City   | 5     |
| FC Arsenal        | 4     |
| FC Liverpool      | 4     |
| FC Chelsea        | 3     |
| Blackburn Rovers  | 1     |
| Leicester City    | 1     |
| FC Middlesbrough  | 1     |
| AFC Sunderland    | 1     |
| Tottenham Hotspur | 1     |

## Titel nach Position
Auflistung der Titel nach Position. Bei gleicher Titelanzahl wird alphabetisch sortiert. (Stand: 27. Mai 2023)
| Position          | Titel |
| ----------------- | ----- |
| Stürmer           | 14    |
| Mittelfeldspieler | 09    |
| Abwehrspieler     | 05    |
| Torwart           | 01    |